# Кудка (река)
Кудка (Кутка) — река в России, протекает по Псковской области (по территории Опочецкого и погранично Пушкиногорского районов). В среднем течении к востоку от города Опочка на реке расположена одноимённая деревня Кудка Пригородной волости Опочецкого района.
Устье реки находится в 199 км от устья Великой по правому берегу. Длина реки — 55 км, площадь водосборного бассейна — 490 км².
В 17 км от устья, по правому берегу реки впадает река Изгожка. К бассейну реки относятся ряд озёр, в том числе Кудо (исток Кудки) и Изгожское (проточное озеро одноимённого притока).

## Данные водного реестра
По данным государственного водного реестра России относится к Балтийскому бассейновому округу, водохозяйственный участок реки — Великая. Относится к речному бассейну реки Нарва (российская часть бассейна).
Код объекта в государственном водном реестре — 01030000112102000027857.